# Blakstadsfors-Säftered
Blakstadsfors-Säftered is een plaats in de gemeente Arvika in het landschap Värmland en de provincie Värmlands län in Zweden. De plaats heeft 62 inwoners (2005) en een oppervlakte van 32 hectare.